# 细弱耳稃草
细弱耳稃草（学名：Garnotia tenuis）为禾本科耳稃草属下的一个种。

## 扩展阅读
- 維基物種上的相關：细弱耳稃草